# پارک ملی واتناجکول
پارک ملی واتناجکول (به لاتین: Vatnajökull National Park) یک پارک ملی در ایسلند است که در آستورلاند واقع شده‌است.